# New York Symphony Orchestra

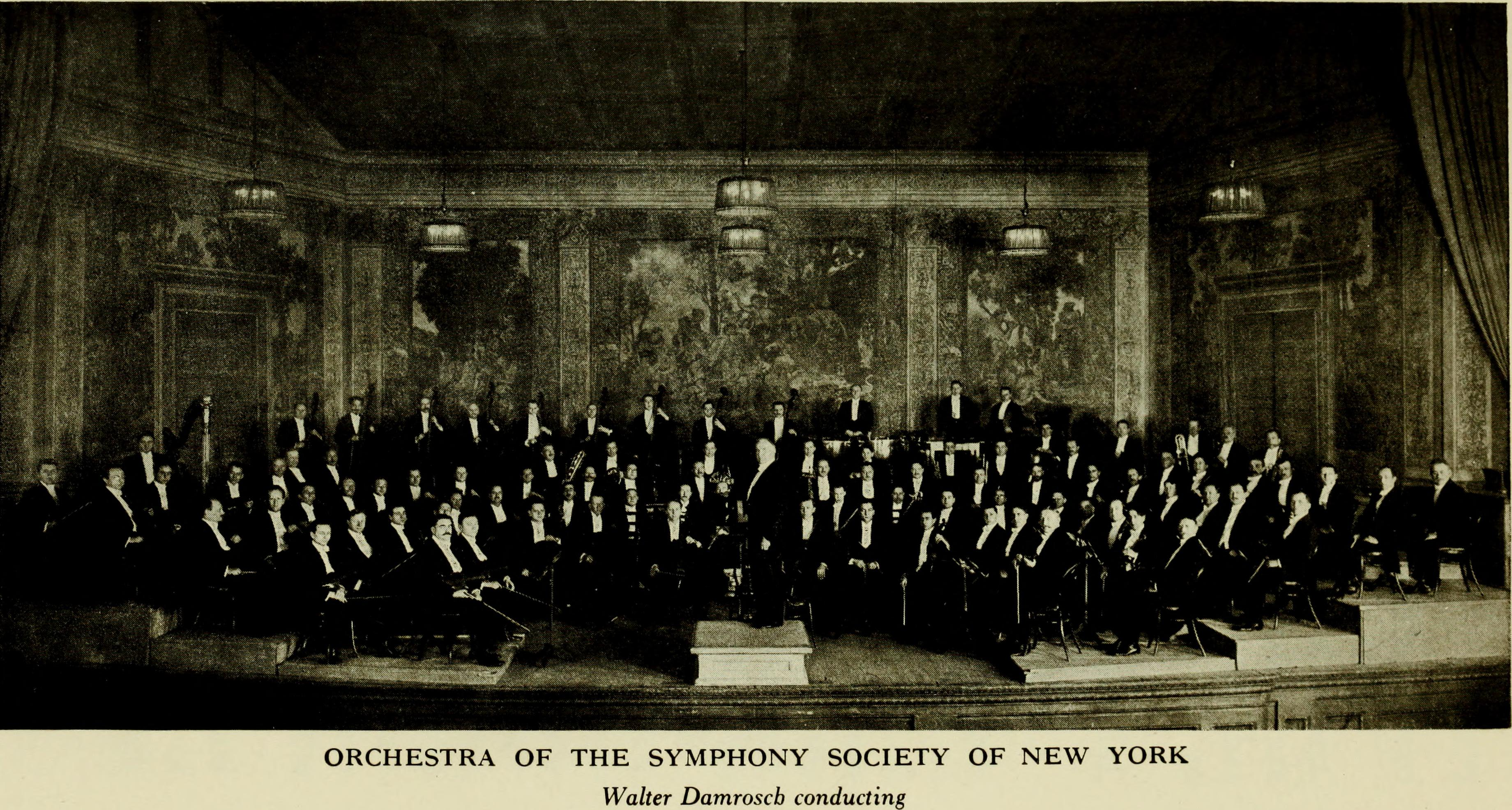
New York Symphony Orchestra

Le New York Symphony Orchestra (Philharmonic-Symphony Society of New York, Inc) est un des plus anciens orchestres symphonique des États-Unis et un des plus prestigieux du monde. 

## Historique
Le New York Symphony Orchestra a été fondé en 1878 par Leopold Damrosch. Il a été dirigé notamment par Gustav Mahler, et a reçu le support de Andrew Carnegie.
L'orchestre a fusionné en 1928 avec le « Philharmonic Society of New York » pour devenir le « Philharmonic-Symphony Society of New York », renommé ultérieurement New York Philharmonic.

## Source
- (en) Cet article est partiellement ou en totalité issu de l’article de Wikipédia en anglais intitulé « New York Symphony Orchestra » (voir la liste des auteurs).